# Mistrzostwa Europy w Kolarstwie Szosowym 2021
Mistrzostwa Europy w Kolarstwie Szosowym 2021 – zawody mające wyłonić najlepszych kolarzy szosowych Europy, które odbyły się w dniach od 8 do 12 września 2021 w Trydencie.

## Medaliści

### Mężczyźni

#### Elita
| Konkurencja                              | Złoto           | Srebro          | Brąz             | Źródło |
| ---------------------------------------- | --------------- | --------------- | ---------------- | ------ |
| jazda indywidualna na czas (9 września)  | Stefan Küng     | Filippo Ganna   | Remco Evenepoel  | [ 1 ]  |
| wyścig ze startu wspólnego (12 września) | Sonny Colbrelli | Remco Evenepoel | Benoît Cosnefroy | [ 2 ]  |

#### U23
| Konkurencja                              | Złoto                 | Srebro            | Brąz       | Źródło |
| ---------------------------------------- | --------------------- | ----------------- | ---------- | ------ |
| jazda indywidualna na czas (9 września)  | Johan Price-Pejtersen | Søren Wærenskjold | Daan Hoole | [ 3 ]  |
| wyścig ze startu wspólnego (11 września) | Thibau Nys            | Filippo Baroncini | Juan Ayuso | [ 4 ]  |

#### Juniorzy
| Konkurencja                              | Złoto           | Srebro             | Brąz             | Źródło |
| ---------------------------------------- | --------------- | ------------------ | ---------------- | ------ |
| jazda indywidualna na czas (8 września)  | Alec Segaert    | Cian Uijtdebroeks  | Eddy Le Huitouze | [ 5 ]  |
| wyścig ze startu wspólnego (10 września) | Romain Grégoire | Per Strand Hagenes | Lenny Martinez   | [ 6 ]  |

### Kobiety

#### Elita
| Konkurencja                              | Złoto          | Srebro         | Brąz           | Źródło |
| ---------------------------------------- | -------------- | -------------- | -------------- | ------ |
| jazda indywidualna na czas (9 września)  | Marlen Reusser | Ellen van Dijk | Lisa Brennauer | [ 7 ]  |
| wyścig ze startu wspólnego (11 września) | Ellen van Dijk | Liane Lippert  | Rasa Leleivytė | [ 8 ]  |

#### U23
| Konkurencja                              | Złoto             | Srebro          | Brąz          | Źródło |
| ---------------------------------------- | ----------------- | --------------- | ------------- | ------ |
| jazda indywidualna na czas (9 września)  | Vittoria Guazzini | Hannah Ludwig   | Elena Pirrone | [ 9 ]  |
| wyścig ze startu wspólnego (10 września) | Silvia Zanardi    | Kata Blanka Vas | Évita Muzic   | [ 10 ] |

#### Juniorki
| Konkurencja                              | Złoto            | Srebro              | Brąz            | Źródło |
| ---------------------------------------- | ---------------- | ------------------- | --------------- | ------ |
| jazda indywidualna na czas (8 września)  | Alena Iwanczenko | Antonia Niedermaier | Elise Uijen     | [ 11 ] |
| wyścig ze startu wspólnego (10 września) | Linda Riedmann   | Eleonora Ciabocco   | Eglantine Rayer | [ 12 ] |

### Konkurencje mieszane

#### Elita
| Wyścig                               | Złoto | Srebro                                                                                               | Brąz | Źródło |
| ------------------------------------ | --- | --- | --- | ------ |
| jazda drużynowa na czas (8 września) | Włochy Filippo Ganna · Matteo Sobrero · Alessandro De Marchi · Elena Cecchini · Elisa Longo Borghini · Marta Cavalli | Niemcy Justin Wolf · Miguel Heidemann · Max Walscheid · Corinna Lechner · Tanja Erath · Mieke Kröger | Holandia Jos van Emden · Koen Bouwman · Bauke Mollema · Demi Vollering · Floortje Mackaij · Amy Pieters | [ 13 ] |